# Ludwig Ferdinand Prinz zu Sayn-Wittgenstein-Berleburg

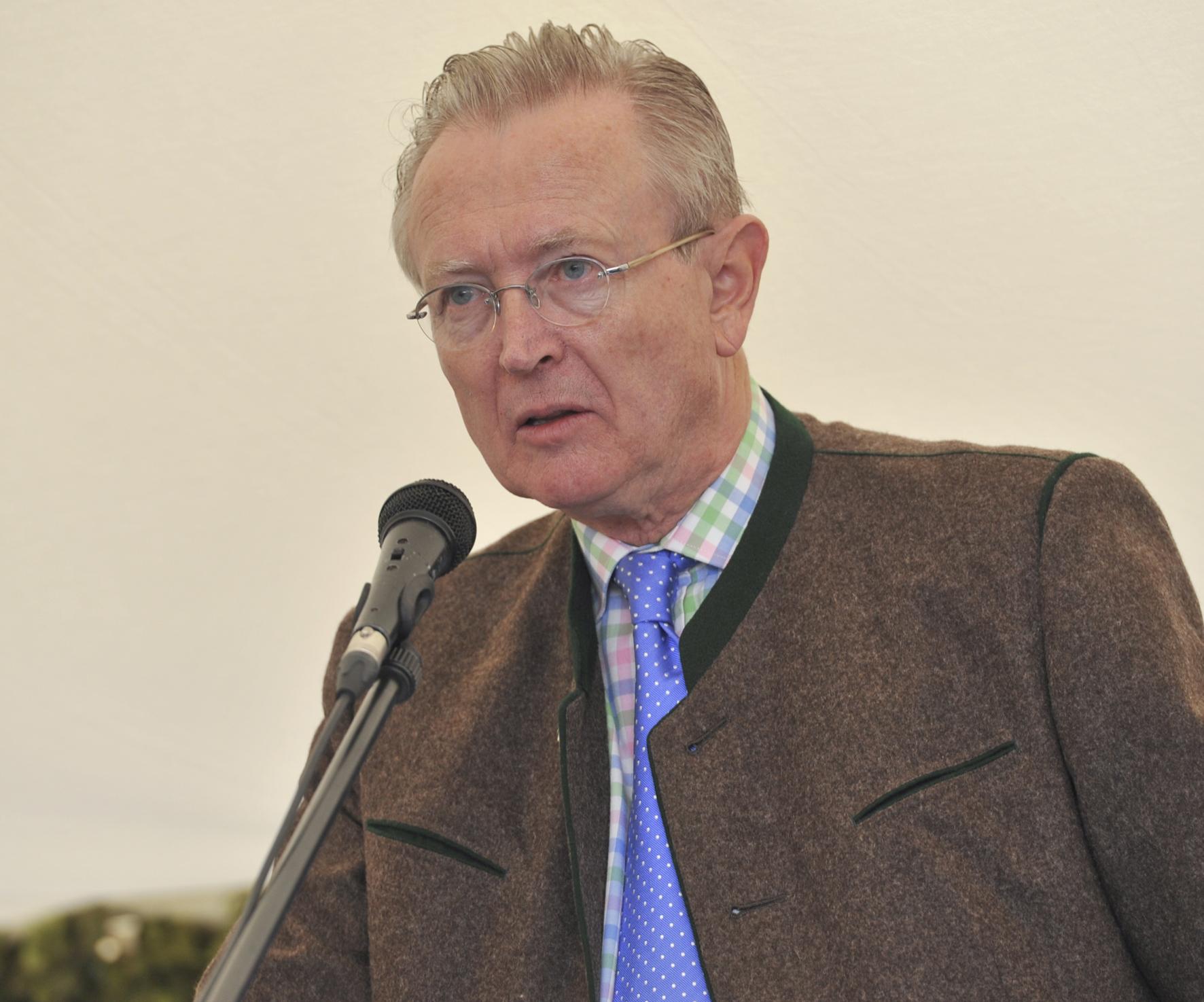
Ludwig zu Sayn-Wittgenstein-Berleburg (2013)

Ludwig Ferdinand Prinz zu Sayn-Wittgenstein-Berleburg (* 25. Januar 1942 in Osterwick) ist ein deutscher Unternehmer.

## Leben und Wirken
Sayn-Wittgenstein-Berleburg stammt aus dem ehemaligen Adelsgeschlecht Sayn-Wittgenstein. Er wurde als viertes Kind von Ludwig Ferdinand Prinz zu Sayn-Wittgenstein-Berleburg (1910–1943) und dessen Ehefrau Friederike Juliane, geborene Salm-Horstmar (1912–2000) geboren.
Nach dem Abitur im Landheim Schondorf studierte er an der Ludwig-Maximilians-Universität München Forst- und Betriebswirtschaft.
1971 erlangte er den Master of Business Administration an der Business School Insead. Nach einer Anstellung an der Banque de Paris et des Pays Bas wurde er ab 1974 selbständiger Unternehmensberater. Ab 1981 führte er sein inzwischen erloschenes Unternehmen Louis Sayn Direktvertrieb als geschäftsführender Gesellschafter, bevor er das Forstgut Ditzrod übernahm und verwaltete. Von 1966 bis 1986 war er stellvertretender Vorsitzender des Verwaltungsrats der Fürst Wittgenstein’schen Waldbesitzergesellschaft GbR, aus der er inzwischen austrat. Seit 2014 ist er Mitglied im Kuratorium der Handelshochschule Leipzig.
Nach dem Orkan Kyrill im Jahr 2007, der auch Teile seines bewirtschafteten Waldes niederlegte, beschäftigte sich Wittgenstein mit Windenergie und investierte in Windkraftanlagen.
Mit der Gründung des Unternehmens Wittgenstein New Energy Holding GmbH (WNE Group), das sich mit der Beratung, Planung, Realisierung und dem Betrieb von Windkraftanlagen beschäftigt, übernahm Wittgenstein die Geschäftsführung.
Der erste Windpark der WNE Group im Gemeindegebiet Bad Laasphe, besser bekannt als Windpark Hesselbach, wurde im September 2013 mit sechs Anlagen eröffnet. Im Jahr 2014 und 2017 erfolgte jeweils die Erweiterung um zwei weitere Windräder. Die Nabenhöhe beträgt in etwa 140 m, die Rotordurchmesser liegen bei 112 bzw. 126 Meter.
Inzwischen wurden von der WNE insgesamt 16 Windkraftanlagen der Marke Vestas, Typ V 112 und V 126 in den Gemarkungen Banfe, Hesselbach und Bad Berleburg gebaut.
Vier weitere Windkraftanlagen vom Typ Vestas V 112 sind im Bereich Volkholz und Benfe mit einer Nabenhöhe von 119 Metern geplant, stießen jedoch (Stand 2016) auf Widerstand der dort wohnenden Bevölkerung sowie des Bundeswehrstandortes Erndtebrück, an dem sich ein Radarsystem für die Luftraumüberwachung befindet. Eine Klage der Landesgemeinschaft Naturschutz und Umwelt (LNU) gegen die vom Kreis Siegen-Wittgenstein erteilte Baugenehmigung wurde im April 2022 vom Verwaltungsgericht Arnsberg abgewiesen. Die Bundeswehr hatte bereits zuvor ihr Rechtsmittel zurückgezogen.
Öffentliches Aufsehen erregte ein Erbstreitverfahren, das 2017 bis 2019 beim Amtsgericht Bad Berleburg anhängig war. Hier hielt sich der Unternehmer für berechtigt, das damals 74 Jahre alte Testament seines Onkels, Gustav Albrecht zu Sayn-Wittgenstein-Berleburg in seinem Sinne auszulegen und eigene Ansprüche geltend zu machen. Er unterlag erstinstanzlich. Das Oberlandesgericht Hamm als zweite Instanz bestätigte am 23. Juli 2020 (Az. 10 W 84/19) die Entscheidung des AG Bad Berleburg.  Das Amtsgericht Bad Berleburg erteilte am 30. Oktober 2020 einen Erbschein für Gustav Prinz zu Sayn-Wittgenstein-Berleburg. Diese gerichtliche Auseinandersetzung geht wohl in die deutsche Rechtsgeschichte ein.

## Familie
Sayn-Wittgenstein-Berleburg heiratete 1975 die Schwedin Yvonne geb. Gräfin Wachtmeister af Johannishus (* 1951).
Er lebt mit seiner Familie in Bad Laasphe. Aus der Ehe gingen vier Kinder hervor, darunter die Journalistin Anna von Bayern (* 1978) und der Schauspieler August Wittgenstein (* 1981).